# Kukulovce
Kukulovce (cyr. Кукуловце) – wieś w Serbii, w okręgu jablanickim, w mieście Leskovac. W 2011 roku liczyła 290 mieszkańców.